# Wilhelm Woellmer
Wilhelm Woellmer war Gründer der gleichnamigen Schriftgießerei, in der viele bekannte Frakturschriftarten entwickelt wurden.
Woellmer war zunächst kaufmännischer Mitarbeiter in der Schriftgießerei Eduard Hänel. Sein eigenes Unternehmen gründete Woellmer 1854 in Berlin als Handelsgeschäft für Buchdruckutensilien. Zehn Jahre später, 1864, ergänzte er das Geschäft um die Schriftgießerei.
Im Jahre 1883 wurde die Firma durch Siegmund Borchardt, den Teilhaber einer Papiergroßhandlung, übernommen. Der Bruder Borchardts, Emil Borchardt, trat 1884 als weiterer Teilhaber in das Unternehmen ein. Um 1888 wurde eine Messinglinienfabrik erbaut. Im Jahr 1938 erschien die letzte eigenentwickelte Schrift ("Gabriele" von Hans Möhring) und das Unternehmen wurde aufgelöst. Einige der Schriften gingen an die Gießereien Gebr. Klingspor, Genzsch & Heyse, Schriftguß KG und C. E. Weber über.

## Auswahl bekannter Schriftarten
- Atlantis Grotesk – 1931
- Boldrini – 1902
- Drescher Eilschrift – 1934 von Arno Drescher
- Goethe Fraktur 1905
- Jochheim Deutsch – 1934 Konrad Jochheim
- Juwel – 1908
- Lessing Antiqua 1908
- Mercedes Antiqua – 1904 von Heinrich Wieynck